# Ludwik Lucjan Sadowski
Ludwik Lucjan Sadowski, ps. „Sadwik” (ur. 24 września 1896 w Roczycach, w powiecie wadowickim, zm. 14 czerwca 1964 w Londynie) – podpułkownik dyplomowany, oficer wywiadu II RP, kierownik Ekspozytury „Estezet” w Nowym Jorku (1941–1943). 

## Życiorys

### Okres do kampanii wrześniowej 1939
Urodził się 24 września 1896 w Roczycach, w rodzinie Jana i Wiktorii z domu Syrek. Uczęszczał do szkoły powszechnej w Myślenicach, następnie do gimnazjum w Wadowicach (od 1906) i III Gimnazjum w Krakowie (1909–1914), gdzie zdał maturę. Studiował na Wydziale Prawa i Administracji Uniwersytetu Jagiellońskiego (1916–1921). Po wybuchu I wojny światowej wstąpił do Legionów Polskich. Walczył w szeregach 2 Pułku Piechoty Legionów (1914–1916); został ranny w bitwie nieopodal Rarańczy; przebywał w szpitalach w Czerniowcach, Debreczynie, Budapeszcie i Krakowie. Służył w sądzie wojskowym (1916–1917), w Powiatowym Urzędzie Zaciągu w Pińczowie (1917), był słuchaczem VI kursu szkoleniowego przy 6 Pułku Piechoty LP w Zambrowie (1917), powrócił do macierzystego pułku (1917–1918). Po przejściu do cywila, działał w POW w Złoczowie. Został internowany przez Ukraińców, i ponownie wstąpił do Wojska Polskiego. Po służbie w Dowództwie Wschód, był dowódcą plutonu w I Batalionie Grupy ppłk. Izydora Modelskiego (1919–). Awansowany na podporucznika, odbył kampanię galicyjską, z przydziałem do 9 Dywizji Piechoty (1919). Został przeniesiony do Naczelnego Dowództwa WP w Warszawie, gdzie był referentem repatriacyjnym i zastępcą szefa Sekcji Jeńców w Oddziale IV (1919–1920). Awansowany na porucznika 1 kwietnia 1920. Latem  pełnił obowiązki szefa Sekcji Jeńców w dowództwie Etapów 6 Armii, służył w 2 Pułku Piechoty Legionów (1920–1922), był członkiem komisji Mieszanej Delegacji RP do spraw Repatriacji z Rosji (1922). Studiował w Wyższej Szkole Wojennej, uzyskując tytuł oficera Sztabu Generalnego (1922–1924) i awansowany do stopnia kapitana. Skierowany do Oddziału II Sztabu Generalnego, pozostawał w służbie wywiadowczej niemal do końca kariery wojskowej, m.in. w Wydziale Ewidencji jako referent w Studium „Niemcy” (1924–1928), p.o. kierownika Ekspozytury nr. I V Oddziału II w Krakowie, następnie przeniesionej do Katowic (1928–1930), oficera 74 Pułku Piechoty 7 Dywizji Piechoty (1930–1933). Awansowany na majora dyplomowanego (1935), był kierownikiem Samodzielnego Referatu Bezpieczeństwa Wojennego w Sztabie DOK VIII w Toruniu (1933–1937), nacz. Wydziału w Departamencie Dowodzenia Ogólnego w Ministerstwie Spraw Wojskowych (1937–1939), oficerem 48 Pułku Piechoty 11 Dywizji Piechoty w Stanisławowie. 25 sierpnia 1939 został przeniesiony na stanowisko szefa Oddziału II Sztabu Korpusu Interwencyjnego, początkowo z zadaniem obrony Pomorza, następnie w dyspozycji Armii Rezerwowej „Prusy”, gdzie wszedł w jej skład jako Zgrupowanie Południowe. Po niepowodzeniach Zgrupowania, dołączył do Armii „Lublin”, z przydziałem do Oddziału II Sztabu Armii. Wzięty do niewoli niemieckiej, wkrótce zbiegł do Zamościa.  

### Okres na obczyźnie
W 1939 przedostał się do Rumunii, następnie do Paryża, gdzie został przydzielony do Komisji Rejestracyjnej Ministerstwa Spraw Wojskowych, w której prowadził Referat Informacyjny (1939–1940). W maju 1940 został awansowany na podpułkownika dyplomowanego. Wraz z Biurem został ewakuowany z Paryża do Angers, skąd został ewakuowany drogą morska do Liverpoolu, gdzie przybyto 23 czerwca. Pierwsze miesiące w Wielkiej Brytanii ppłk. Sadowski przebywał w obozach Wojska Polskiego w Szkocji, również w szpitalu w Peebles. Jesienią 1940 został przydzielony do Obozu Oficerskiego nr 1 w Kirkcaldy, który z  końcem listopada 1940 został przemianowany na Oddział Wydzielony Kirkcaldy, wchodzący w skład 7 Brygady Kadrowej Strzelców. Ponownie był leczony w szpitalu w Peebles, a następnie w Londynie, gdzie przebywał w dyspozycji szefa Oddziału II Sztabu Naczelnego Wodza (1941). W 1941 powołano go na kierownika ekspozytury polskiego wywiadu (Oddziału II Sztabu NW) w Stanach Zjednoczonych, który pod kryptonimem „Estezet” została ulokowany na terenie Konsulatu Generalnego RP w Nowym Jorku, gdzie formalnie akredytowany był pod przykrywką sprawowania funkcji radcy konsularnego. W 1943 po ustanowieniu stałego przedstawiciela polskiego Sztabu przy Komitecie Szefów Połączonych Sztabów z siedzibą w Waszyngtonie, ekspozyturze w Nowym Jorku ograniczono kompetencję terytorialną jedynie do Kanady i Ameryki Południowej, zaś Sadowskiego odwołano do Londynu, gdzie przez kilka miesięcy miał przydział do Wydziału Studiów Oddziału II Sztabu NW (1943–1944), i został mianowany szefem Ekspozytury „T” Oddziału II Sztabu NW z siedzibą w Jerozolimie, z placówkami w Teheranie, Bagdadzie, i Kairze (1944). W końcu 1944 Ekspozytura ta została przeniesiona z Jerozolimy do Kairu, gdzie, po połączeniu z Ekspozyturą „Bałk” Oddziału II, prowadzącą wywiad na Bałkanach, utworzono Ekspozyturę „Eswu”. Miała sieć placówek w Palestynie, Syrii, Libanie, Iranie, Turcji i Grecji. W 1945 Sadowski został odwołany do centrali, pozostając w dyspozycji szefa Sztabu NW, następnie Sztabu Głównego. Przydzielony do Polskiego Biura Wojskowego w Edynburgu, później do Kwatery Głównej Inspektora Generalnego Polskiego Korpusu Przysposobienia i Rozmieszczenia (1947). 
Po zwolnieniu ze służby wojskowej znalazł pracę w polskiej firmie E.G. Brisch & Partners Limited w Londynie. Pogrzeb odbył się na cmentarzu South Ealing w Londynie (grób BB-C-33).

## Ordery i odznaczenia
- Krzyż Niepodległości (16 września 1931)[1]
- Krzyż Walecznych (czterokrotnie)
- Medal Wojska
- Srebrny Krzyż Zasługi (10 listopada 1928)[2]
- Medal Pamiątkowy za Wojnę 1918–1921
- Medal Dziesięciolecia Odzyskanej Niepodległości
- Srebrny Medal za Długoletnią Służbę
- Brązowy Medal za Długoletnią Służbę
- Oficer Legii Zasługi (USA)
- Medal Obrony (Wielka Brytania)
- Medal Wojny 1939–1945 (Wielka Brytania)
- Srebrny Medal Waleczności (Austro-Węgry)